# Сан-Джуніперо
«Сан-Джуніперо» (англ. San Junipero) — четвертий епізод третього сезону науково-фантастичного телесеріалу-антології, антиутопії «Чорне дзеркало». Сценарій написав творець серіалу Чарлі Брукер, режисером виступив Оуен Гарріс. Прем'єра відбулась на телеканалі Netflix 21 жовтня 2016.

## Сюжет
Дія розпочинається на пляжі, схожому на каліфорнійський, у містечку Сан-Джуніперо у 1987 році. Сором'язлива дівчина Йоркі (Маккензі Девіс) відвідує Сан-Джуніперо вперше та заходить до місцевого бару. Несподівано Келлі (Гугу Мбата-Роу) підсідає до неї та вдає, ніби вони давні подруги, щоб відшити свого колишнього хлопця Веса. Келлі розповідає Весу, що вона хоче провести час із Йоркі. Зрештою Вес іде, а Келлі та Йоркі справді проводять час разом. Між ними з'являється сексуальне тяжіння, Йоркі стверджує, що заручена з хлопцем на ім'я Ґреґ, але це не зупиняє Келлі. Попри зацікавленість, Йоркі йде.
Наступного тижня Йоркі знову в барі помічає Келлі, яка фліртує з іншим чоловіком. Йоркі каже, що тепер вона готова, вони цілуються та їдуть до бунгало Келлі, де кохаються. Йоркі зізнається, що це її перший секс, а Келлі — що була раніше одружена. Сцена закінчується рівно опівночі.
Наступного тижня Йоркі шукає Келлі, але не може знайти. Вона помічає Веса та питає в нього, де Келлі. Вес рекомендує їй «спробувати інший час» і повідомляє, що «бачив її у 80-х, 90-х і навіть одного разу у 2002 році». Йоркі витрачає кілька тижнів на пошуки Келлі і знаходить її у 2002 році. Вони сваряться, Келлі розповідає, що у реальному світі вона помирає і хоче просто відпочивати, не зав'язуючи міцних стосунків у Сан-Джуніперо. Вони знову сплять разом і Келлі каже Йоркі, що хоче зустрітися з нею у реальному житті.
У реальному світі тривають 2040-і роки, і новітні технології дозволяють завантажити свідомість людей, які помирають або вже померли, до системи імітації реальності, де вони можуть вічно жити молодими у місті Сан-Джуніперо. Живі люди можуть потрапити у Сан-Джуніперо тільки «в гості», час візитів обмежений п'ятьма годинами на тиждень. Стара Келлі (Деніс Берс) помирає від раку. Вона приїжджає відвідати стару Йоркі — повністю паралізовану жінку, що існує завдяки апарату життєзабезпечення. Йоркі стала паралізованою внаслідок спроби самогубства після того, як батьки відмовились від неї через її гомосексуальність.
Технологія Сан-Джуніперо є відносно новою, тож зараз Йоркі отримала шанс прожити повноцінне життя. Вона планує перенести свою свідомість до хмарного сховища після смерті — цей процес називають «перехід». Оскільки її сім'я є дуже релігійною, ніхто з них не хоче підписувати документи, що дозволили б Йоркі здійснити «перехід», тож вона вирішує одружитися з Ґреґом — медбратом, аби він міг офіційно представляти її інтереси. Дізнавшись про це, Келлі спонтанно просить додаткові декілька хвилин у Сан-Джуніперо, де пропонує Йоркі одружитися із нею, і Йоркі погоджується. Вони одружуються, і Келлі підписує документи щодо евтаназії Йоркі, яка відбувається за кілька годин після весілля.
Йоркі «переходить» у Сан-Джуніперо, але розчарована, що може бачити Келлі всього лише кілька годин на тиждень. Вона просить Келлі так само здійснити «перехід», але та відмовляється. Вона планує померти без «переходу» в Сан-Джуніперо, як це зробив її чоловік, із яким вона прожила 49 років. Вони сваряться через це, і Келлі їде.
Минає час, стан Келлі в реальному світі погіршується. Зрештою вона змінює свою думку та вирішує здійснити «перехід», тож вони з Йоркі можуть щасливо жити вічно. Її справжнє тіло поховане разом з її чоловіком та донькою. У сцені під час титрів видно, як комп'ютер оперує масивом даних людей, що перенесли свою свідомість у Сан-Джуніперо.

## Виробництво
Брукер написав сценарій до «Сан-Джуніперо», бо хотів створити історичну драму в рамках «Чорного дзеркала», а надихнула його ностальгічна терапія для літніх людей. У першому варіанті сценарію любовна лінія була між гетеросексуальною парою, проте Брукер змінив її. На його думку, це надало епізоду додаткового резонансу, оскільки у 1987 році одностатеві шлюби були поза законом.
Брукер зізнався, що вирішив використати пісню «Heaven Is a Place on Earth» у виконанні Белінди Карлайл (яка звучить на початку та в фінальних титрах епізоду) після того, як почув її у подкасті Spotify у плейлисті музики за 1987 рік — у цей час він якраз почав писати сценарій.

## Критика
Епізод отримав схвальні відгуки критики і був названий одним із найкращих епізодів серіалу. Бенджамін Лі із The Guardian, зазначив, що епізод веде глядача «у дивовижні, але безсумнівно болісні місця».
Тім Ґудман з видання The Hollywood Reporter похвалив «емоційність, яка тільки найчерствішу людину не змусить пустити сльозу».
Адам Чітвуд з Collider та Метт Фаулер з IGN описали епізод як «найкращу серію сезону».